# Pentadecaedru

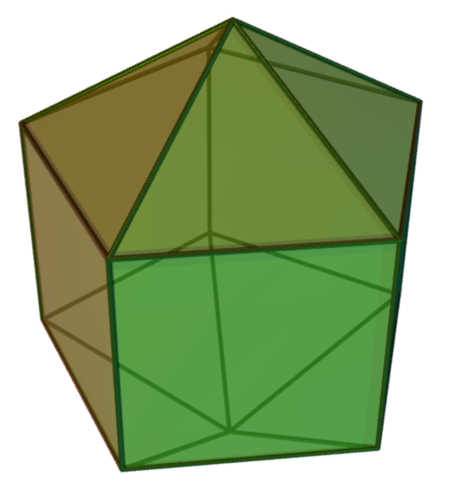
Bipiramida pentagonală alungită, singurul poliedru Johnson care este un pentadecaedru

În geometrie un pentadecaedru este un poliedru cu 15 fețe. Există numeroase forme topologic distincte de pentadecaedre, de exemplu piramida tetradecagonală și prisma tridecagonală.
Nu există niciun pentadecaedru regulat. Există un singur poliedru Johnson: bipiramida pentagonală alungită (J16).

## Forme convexe
Există 23 833 988 129 de pentadecaedre convexe topologic distincte, excluzând imaginile în oglindă, având cel puțin 10 vârfuri. Adică între aceste cazuri există diferențe semnificative în structura topologică, ceea ce înseamnă că două tipuri de poliedre nu pot fi transformate prin deplasarea pozițiilor vârfurilor, rotirea sau scalarea. Nu se pot interschimba, așa că structura lor topologică este diferită.